# Federata Shqiptare e Futbollit
Federata Shqiptare e Futbollit, abgekürzt FSHF, ist der albanische Fußballverband.

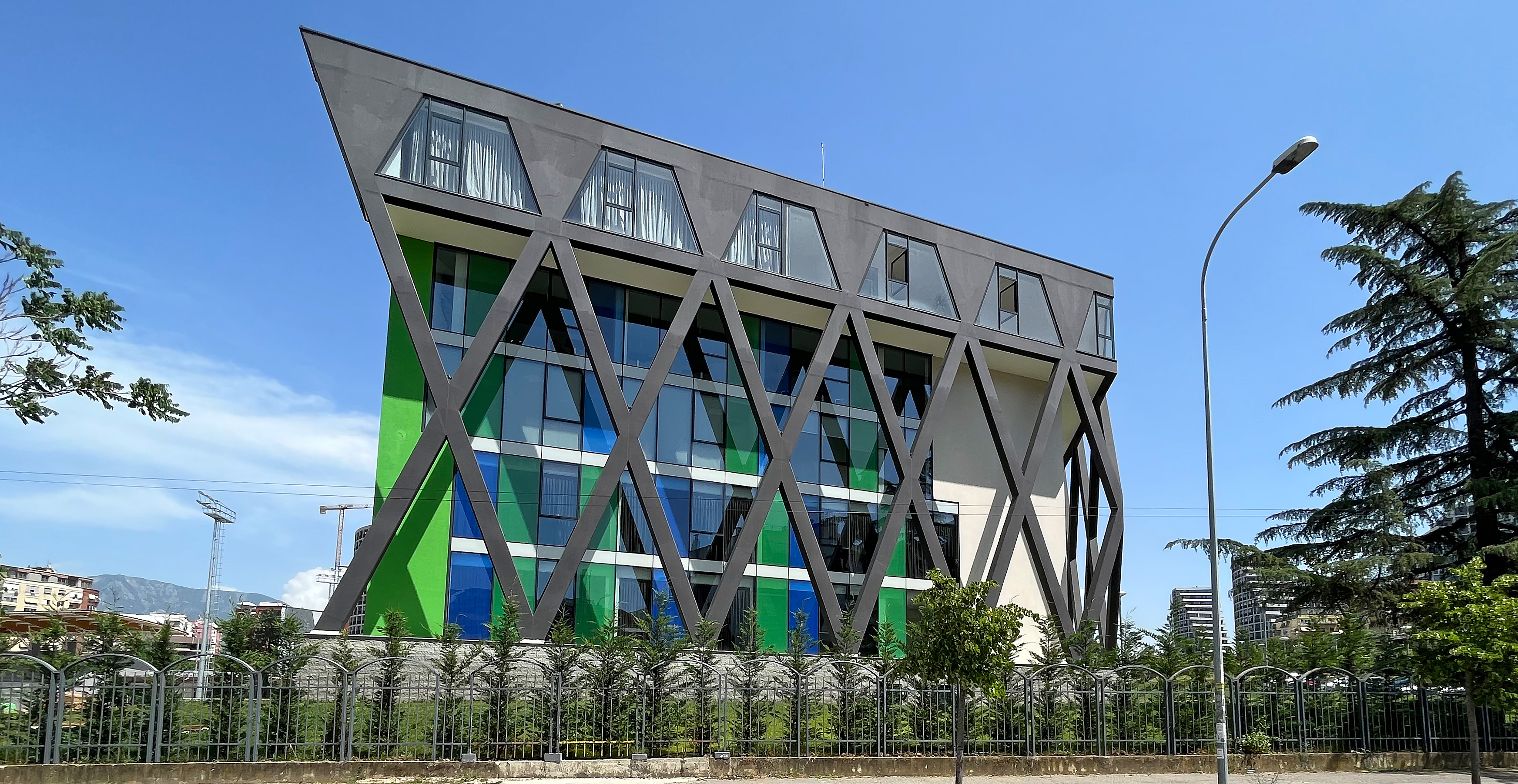
Sitz des Verbands in Tirana beim Parku Olimpik

Der Verband mit Hauptsitz in der Landeshauptstadt Tirana richtet die Kategoria Superiore, den nationalen Pokalwettbewerb Kupa e Shqipërisë und die SuperKupa, das Spiel der Sieger der beiden vorgenannten Wettbewerbe, aus. Weiter werden vom Fußballverband der Cup und die Meisterschaft der Frauen, verschiedene Meisterschaften für Kinder und Futsal-Wettbewerbe ausgerichtet. Zudem werden die Spiele der Fußballnationalmannschaft organisiert.

## Geschichte
Der Verband wurde am 6. Juni 1930 gegründet. Im selben Jahr startete die Kampionati Shqiptar mit sechs Mannschaften: Skënderbeu Korça, Teuta Durrës, Urani Elbasan, SK Vlorë, SK Tirana und Bashkimi Shkodër. 1932 trat der Verband der FIFA bei.
Als Albanien Griechenland beim Balkan-Cup ersetzte, kam es am 7. Oktober 1946 in Tirana zum ersten Länderspiel. Es gab eine 2:3-Niederlage gegen Jugoslawien. Dennoch konnte der Titel errungen werden – bisher der einzige internationale Titel der Landesauswahl.
1954 gehörte die FSHF zu den Gründungsmitgliedern der UEFA. Die erste Teilnahme an einem großen Turnier war die Qualifikation zur Europameisterschaft 1964, in der Albanien nach einem Erstrunde-Freilos in der 2. Runde nach einem 1:0-Sieg im Hinspiel mit einer 0:4-Rückspielniederlage an Dänemark scheiterte.
Von März bis April 2008 war die Mitgliedschaft des albanischen Fußballverbands bei der FIFA und der UEFA suspendiert, weil sich die Regierung in die Angelegenheiten des Verbands eingemischt habe.
Die Frauenfußballnationalmannschaft hatte am 5. Mai 2011 ihr erstes Spiel, eine Freundschaftspartie gegen Mazedonien, die mit 1:0 gewonnen wurde.

## Erfolge

### Nationalmannschaft
Größter Erfolg bisher war die Teilnahme an der EURO 2016 in Frankreich, die erste Qualifikation für ein großes Turnier. Im August 2015 erreichte Albanien mit Platz 22 seine bisher beste Platzierung in der offiziellen FIFA-Weltrangliste, wozu ein 1:0-Erfolg in einem Freundschaftsspiel gegen Frankreich und die Wertung des abgebrochenen Spiels gegen Serbien beigetragen hatten.
Weiter konnte die nationale Auswahl mehrmals durch einzelne Spiele auf sich aufmerksam machen. Im Dezember 1967 verwehrte in der Qualifikation zur Europameisterschaft 1968 das in Deutschland als Schmach von Tirana bekannte 0:0-Unentschieden gegen die deutsche Fußballnationalmannschaft diesem die Teilnahme an der Endrunde. In der Qualifikation zur Weltmeisterschaft 1986 gelangen sogar zwei überraschende Ergebnisse: Die haushohen Favoriten aus Belgien wurden 2:0 geschlagen, und in Polen gelang ein 2:2-Unentschieden. Gegen den frisch gebackenen Europameister Griechenland errang Albanien 2004 zu Hause einen Sieg.
Der U-21-Nationalmannschaft gelang 1984 die Qualifikation zur Europameisterschaft, der U-16-Nationalmannschaft 1994 die Qualifikation ebenfalls zur Europameisterschaft, .

### Vereinsfußball
Größere internationale Erfolge von Klubmannschaften blieben bisher aus. In den 1980er Jahren erreichten mehrere Vereine das Achtelfinale des Europapokals. KF Tirana, mit 24 nationalen Meisterschaften auch Rekordmeister (Stand 2016), scheiterte beispielsweise 1988/89 im Europapokal der Landesmeister erst in jener Runde an IFK Göteborg. KS Flamurtari Vlora ebenso 1987/88 im UEFA-Pokal gegen FC Barcelona. KF Skënderbeu Korça gelang 2015 die Qualifikation für die Gruppenphase der UEFA Europa League, was als größter Erfolg im albanischen Vereinsfußball gewertet werden darf.
Seit dem Fall des Eisernen Vorhangs haben zahlreiche Spieler ins Ausland gewechselt, und einige feiern dort Erfolge. Rekordnationalspieler Lorik Cana wurde französischer Pokalsieger mit Paris Saint-Germain und italienischer Pokalsieger mit Lazio Rom, Foto Strakosha wurde beispielsweise mit Olympiakos Piräus griechischer Meister. In Deutschland sind vor allem Spieler wie Altin Rraklli, Igli Tare, Fatmir Vata und Altin Lala bekannt geworden.

## UEFA-Fünfjahreswertung
Platzierung in der UEFA-Fünfjahreswertung:
(in Klammern die Vorjahresplatzierung). Die Kürzel CL, EL und CO hinter den Länderkoeffizienten geben die Anzahl der Vertreter in der Saison 2026/27 der Champions League, der Europa League sowie der Conference League an.
- 44.  (40)  Liechtenstein (Pokal) – Koeffizient: 8.000 – CL: 0, EL: 0, CO: 1
- 45.  (48)  Estland (Liga, Pokal) – Koeffizient: 7.957 – CL: 1, EL: 0, CO: 3
- 46.  (47)  Albanien (Liga, Pokal) – Koeffizient: 7.875 – CL: 1, EL: 0, CO: 3
- 47.  (53)  Montenegro (Liga, Pokal) – Koeffizient: 7.208 – CL: 1, EL: 0, CO: 3
- 48.  (43)  Luxemburg (Liga, Pokal) – Koeffizient: 6.875 – CL: 1, EL: 0, CO: 3

Stand: Ende der Europapokalsaison 2024/25